# د کینگ آو فایترز
د کینگ آو فایترز یا سلطان مبارزان (به ژاپنی: ザ·キング·オブ·ファイターズ Za Kingu obu Faitāzu) که معمولاً با عنوان کوتاه شده کی‌اوُاف شناخته می‌شود، یک مجموعه بازی ویدئویی به سبک مبارزه‌ای که توسط شرکت اس‌ان‌کی پلیمور (اس‌ان‌کی سابق) ساخته و منتشر می‌شود. اولین نسخه از این سری با نام د کینگ آو فایترز ۹۴‍‍‍‍ با انتشار بر روی آرکید در اوت ۱۹۹۴ شروع شد و بعد از آن دنباله‌هایی از این مجموعه برای سکوهای مختلف منتشر شدند.